# Ferocactus pottsii
Ferocactus pottsii là một loài thực vật có hoa trong họ Cactaceae. Loài này được (Salm-Dyck) Backeb. mô tả khoa học đầu tiên năm 1961.
Là loại cây mọc riêng lẻ, thân hình cầu, hình trụ ngắn, hình cầu, đường kính 50 cm, cao 100 cm. Nó có 13-25 cạnh. Các gai thẳng và có màu xám. Cột trung tâm duy nhất dài tới 7,5 cm. Ba đến tám gai hướng tâm dài tới 4,5 cm. Những bông hoa màu vàng, hình cốc, dài đến 4,5 cm và có đường kính 3,5 cm. Quả dài 4 cm hình cầu, màu vàng.

## Hình ảnh

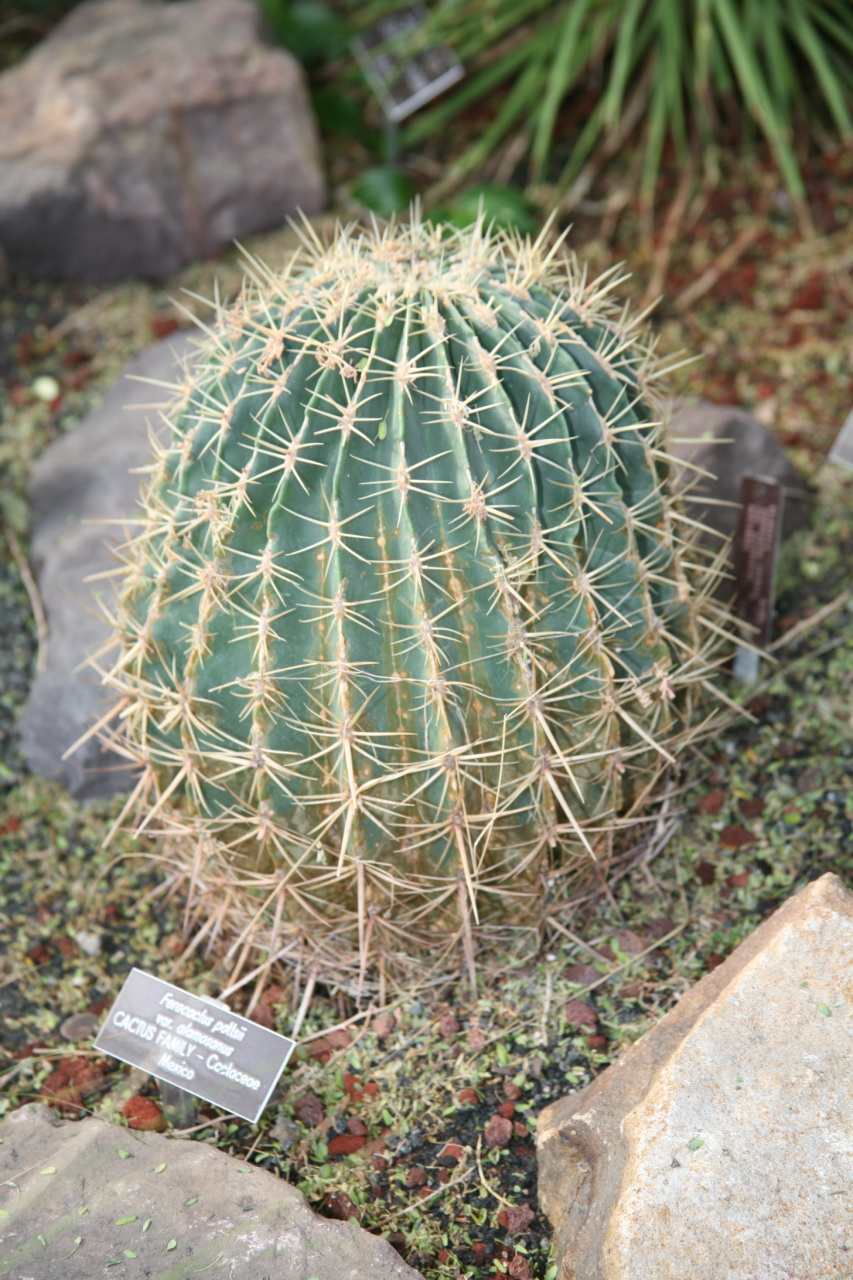
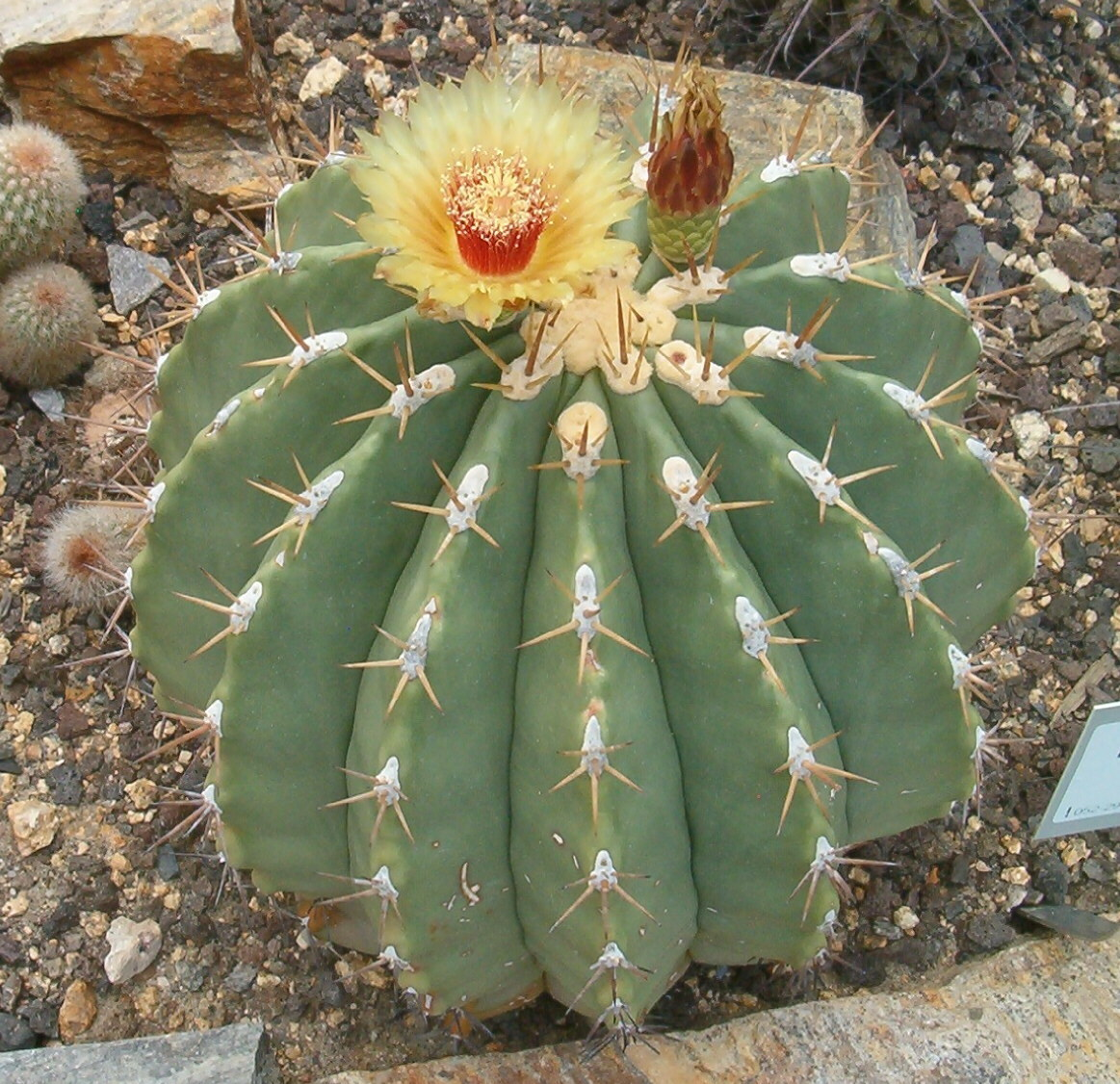
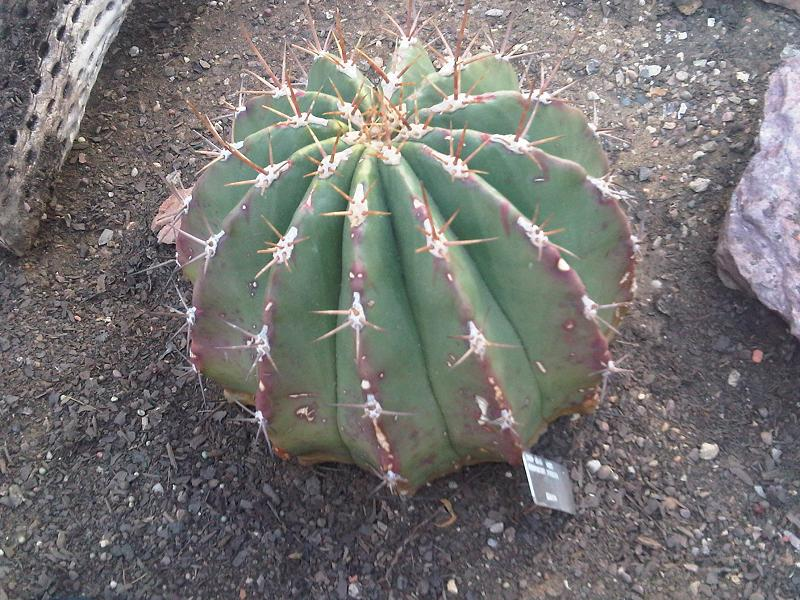
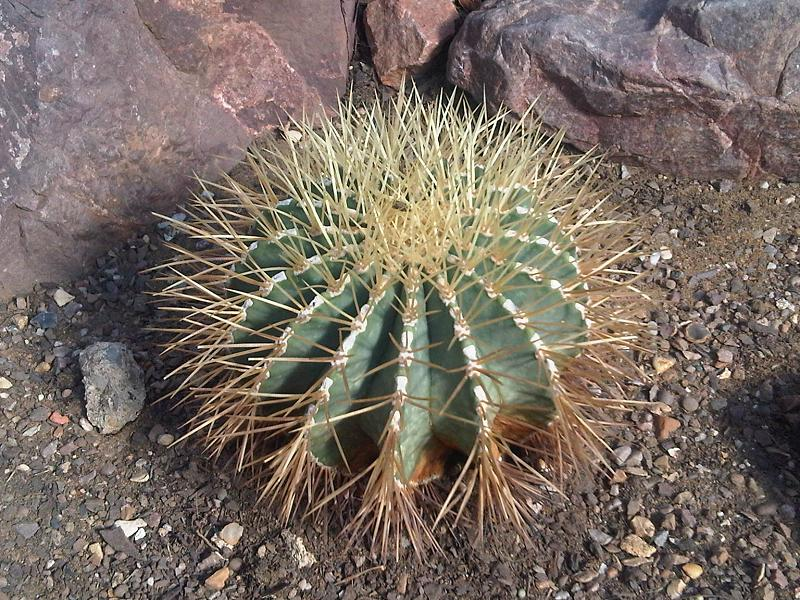